# Grenade aux Jeux du Commonwealth
La Grenade participe aux Jeux du Commonwealth de 1970 à 1982, puis à tous les Jeux depuis 1998. Les Grenadins ont obtenu à ce jour trois médailles, dont la médaille d'or de Kirani James sur 400 mètres en 2014, qui établit un record des Jeux. 

## Médaillés
| Nom               | Jeux | Médaille           | Discipline | Épreuves          | Résultat                  |
| ----------------- | ---- | ------------------ | ---------- | ----------------- | ------------------------- |
| Kirani James      | 2014 | Médaille d'or      | Athlétisme | 400 mètres hommes | 44,24 s (record des Jeux) |
| Alleyne Francique | 2006 | Médaille d'argent  | Athlétisme | 400 mètres hommes | 45,09 s                   |
| Kurt Felix        | 2014 | Médaille de bronze | Athlétisme | Décathlon hommes  | 8 269 points              |